# WTA 250
WTA 250 er en turneringskategori på WTA Tour, der blev indført i forbindelsen med omorganiseringen af touren i 2021, hvor den erstattede den tidligere kategori WTA International som tourens laveste kategori. Indtil 2008 var turneringerne på dette niveau opdelt i flere kategorier, WTA Tier III, WTA Tier IV og WTA Tier V.
Ved introduktionen i 2021 var præmiesummen for turneringerne i denne kategori ca. $ 250.000. Pr. 2024 er dette steget til $ 267.082.
Vinderne af WTA 250-turneringerne modtager 250 point til WTA's verdensrangliste. Det skal sammenholdes med, at der er 500 hhv. 1000 point til vinderne af turneringerne på tourens to højere kategorier, WTA 500 og WTA 1000, mens der i grand slam-turneringerne spilles om 2.000 point til vinderne.